# Бойчиновци (община)
Бойчиновци (болг. Община Бойчиновци) — община в Болгарии. Входит в состав Монтанской области. Население составляет 10 857 человек (на 21.07.05 г.).

## Состав общины
В состав общины входят следующие населённые пункты:
1. Бели-Брег
2. Бели-Брод
3. Бойчиновци
4. Владимирово
5. Громшин
6. Ерден
7. Кобиляк
8. Лехчево
9. Мадан
10. Мырчево
11. Охрид
12. Палилула
13. Портитовци